# Начальная скорость пули
Начальная скорость пули — скорость движения пули у дульного среза ствола.
За начальную скорость принимается условная скорость, которая несколько больше дульной и меньше максимальной. Она определяется опытным путём с последующими расчетами. Дульная скорость зависит от разных параметров: длины ствола, веса пули, веса, температуры и влажности порохового заряда, формы и размеров зёрен пороха и плотности заряжания. Величина начальной скорости пули указывается в таблицах стрельбы и в боевых характеристиках оружия. Чем длиннее ствол, тем большее время на пулю действуют пороховые газы и тем больше начальная скорость. Начальная скорость пули составляет около 3000 км/час (833 м/с).
При увеличении начальной скорости увеличивается дальность полёта пули, дальность прямого выстрела, убойное действие пули и пробивное действие пули, а также уменьшается влияние внешних условий на её полёт.

## Дополнительные факторы, влияющие на начальную скорость пули
- силы трения между пулей и каналом ствола;
- температура окружающей среды.

### Влияние длины ствола
- Чем длиннее ствол, тем большее время на пулю действуют пороховые газы и тем больше начальная скорость. При постоянной длине ствола и постоянном весе порохового заряда начальная скорость тем больше, чем меньше вес пули.[2]

### Влияние характеристик порохового заряда[2]
- Формы и размеры пороха оказывают существенное влияние на скорость горения порохового заряда, а следовательно, и на начальную скорость пули. Они подбираются соответствующим образом при конструировании оружия.
- С повышением влажности порохового заряда уменьшаются скорость его горения и начальная скорость пули.
- С повышением температуры порохового заряда увеличивается скорость горения пороха, а поэтому увеличиваются максимальное давление и начальная скорость. При понижении температуры заряда начальная скорость уменьшается. Увеличение (уменьшение) начальной скорости вызывает увеличение (уменьшение) дальности полета пули. В связи с этим необходимо учитывать поправки дальности на температуру воздуха и заряда (температура заряда примерно равна температуре воздуха).[2]
- Изменение веса порохового заряда приводит к изменению количества пороховых газов, а следовательно, и к изменению величины максимального давления в канале ствола и начальной скорости пули. Чем больше вес порохового заряда, тем больше максимальное давление и начальная скорость пули.[2]